# Kari (mitología)
Kari es un gigante de la mitología nórdica y uno de los hijos de Fornjót. Es mencionado en uno de los thulur como un sinónimo de viento. Este personaje se encuentra solamente en Hversu Noregr byggdist ('Como Noruega fue habitada') y en la saga Orkneyinga, en relatos donde Kari aparece como un heredero de los reinos de su padre. En el Hversu Noregr byggdist sus descendientes resultan ser los gobernantes de Finlandia y Kvenland. Kari es padre de un hijo llamado Frosti ('escarcha') de acuerdo a la saga Orkneyinga pero llamado Jökul (jǫkull 'carámbano, hielo, glaciar') de acuerdo a Hversu Noregr byggdist. Este hijo es el padre de Snær el Viejo (Snærr inn gamli 'Nieve el Viejo').